# Oporinia albescens
Oporinia albescens är en fjärilsart som beskrevs av Edward Alfred Cockayne 1953. Oporinia albescens ingår i släktet Oporinia och familjen mätare. Inga underarter finns listade i Catalogue of Life.